# Karel IV van Alençon
Karel IV van Alençon (2 september 1489 - Lyon, 11 april 1525) was van 1492 tot aan zijn dood hertog van Alençon en graaf van Perche en van 1497 tot aan zijn dood graaf van Armagnac, Fézensac en Rodez. Hij behoorde tot het huis Valois-Alençon.

## Levensloop
Karel IV was de zoon van hertog René van Alençon en diens echtgenote Margaretha, dochter van graaf Ferry II van Vaudémont.
Na de dood van zijn vader in 1492 werd Karel IV hertog van Alençon en graaf van Perche. In 1497 kwam hij na het overlijden van zijn oudoom Karel eveneens in het bezit van de graafschappen Armagnac, Fézensac en Rodez.
Karel nam deel aan de Italiaanse Oorlogen. Zijn eerste veldtocht was in 1507 onder het bevel van koning Lodewijk XII van Frankrijk, waarbij hij onder meer deelnam aan de belegering van Genua. In 1509 begeleidde Karel IV Lodewijk XII opnieuw. Bij deze militaire veldtocht nam hij deel aan de Slag bij Agnadello en was hij betrokken bij de veroveringen van Bergamo, Caravaggio, Borromeo en Cremona.
In 1509 huwde Karel IV met Margaretha (1492-1549), dochter van graaf Karel van Angoulême. Margaretha was een zus van de latere koning Frans I van Frankrijk. Het huwelijk bleef kinderloos.
Nadat zijn zwager in 1515 koning van Frankrijk was geworden, nam Karel opnieuw deel aan veldtochten in Italië. In 1515 vocht hij mee in de Slag bij Marignano en in 1521 verdedigde hij Champagne bij de veldtocht van keizer Karel V.
In 1525 vocht Karel IV mee in de Slag bij Pavia, waarbij Frans I gevangengenomen werd. Karel nam vervolgens het commando van de Franse troepen over. Hij werd echter verantwoordelijk gesteld voor de nederlaag en kreeg het verwijt dat hij de Franse koning in de steek gelaten had. Korte tijd later werd Karel ziek en in april 1525 stierf hij op 35-jarige leeftijd. Zijn weduwe Margaretha nam al zijn bezittingen over, waardoor zij Karels zussen Françoise en Anna als erfgenamen verdrong.